# Microdon punctulatus
Microdon punctulatus är en tvåvingeart som beskrevs av Christian Rudolph Wilhelm Wiedemann 1824. Microdon punctulatus ingår i släktet myrblomflugor, och familjen blomflugor. Inga underarter finns listade i Catalogue of Life.